# Stina Rautelin
Stina Agnes Elisabeth Rautelin, född 25 oktober 1963 i Helsingfors, död 26 april 2023 i Sofia distrikt i Stockholm, var en finlandssvensk skådespelare och regissör.

## Biografi
Rautelin bestämde sig för att bli skådespelare då hon i början av 1980-talet såg en annons från Konstuniversitetets Teaterhögskola. Hon utbildade sig också i New York. I Helsingfors arbetade hon vid Svenska Teatern och Teater Mars. I Stockholm gjorde hon en roll på Dramaten 1996, men var därefter främst verksam vid Stockholms stadsteater, både som skådespelare och regissör.
Rautelin var också verksam som skådespelare i TV och på film. Debuten skedde som barnskådespelare i TV-serien Bergströms (1972). Därefter följde en period av inaktivitet, vilken varade fram till 1980-talets mitt. År 1995 blev hon lockad till Sverige av Jonas Grimås, som erbjöd henne rollen som Talvi i Radioskugga (1995). Rollen fick henne att stanna i Sverige, och 1998–2000 spelade hon fartygskapten Andrea Melin i TV-serien Rederiet. Rautelin regisserade därefter nio avsnitt av serien 2001. Hon är även känd för rollen som kriminalpolis Lena Klingström i filmerna om Martin Beck.
Stina Rautelin avled 2023, 59 år gammal, efter en tids sjukdom. Hon är gravsatt på Sandsborgskyrkogården i Stockholm.

## Filmografi
- 1972 – Bergströms (TV-serie)
- 1985 – Raymond Karppisen kaipuu (kortfilm)
- 1985 – En våldtäktshistoria
- 1985 – Häng dej, pojkfan (kortfilm)
- 1985 – Harjunpää och antastaren (TV-serie)
- 1986 – Päätepysäkki
- 1986 – På liv och död
- 1991 – Caprice Classic
- 1992 – Fem skott i senaten
- 1994 – Vääpeli Körmy - Taisteluni
- 1995 – Radioskugga (TV-serie)
- 1995 – Mannen utan ansikte
- 1997 – Radioskugga (TV-serie)
- 1997 – Beck – Mannen med ikonerna
- 1997 – Beck – Pensionat Pärlan
- 1997 – Beck – Lockpojken
- 1998–2000 – Rederiet (TV-serie)
- 1998 – Beck – Spår i mörker
- 1998 – Beck – The Money Man
- 1998 – Beck – Monstret
- 1998 – Beck – Öga för öga
- 1998 – Beck – Vita nätter
- 1999 – Tomten är far till alla barnen
- 2001 – Agnes (TV-serie)
- 2001 – Reuter & Skoog (TV-serie)
- 2005 – Kommissionen (TV-serie)
- 2006 – Beck – Flickan i jordkällaren
- 2006 – Beck – Advokaten
- 2006 – Tjocktjuven
- 2007 – Beck – I Guds namn
- 2007 – Beck – Det tysta skriket
- 2007 – Beck – Den japanska shungamålningen
- 2007 – Beck – Den svaga länken
- 2007 – Beck – Gamen
- 2007 – Isprinsessan
- 2007 – Predikanten
- 2009 – Beck – Levande begravd
- 2009 – Livet i Fagervik (TV-serie)
- 2010 – Solsidan (TV-serie)
- 2010 – Molly Monster (svensk röst)
- 2013 – Barna Hedenhös uppfinner julen (TV-serie)
- 2017 – Fallet (TV-serie)
- 2017 – Syrror (TV-serie)

## Teater

### Roller (ej komplett)
| År   | Roll                  | Produktion                                         | Regi              | Teater                 |
| ---- | --------------------- | -------------------------------------------------- | ----------------- | ---------------------- |
| 1996 | Eva Puntila           | Puntila Bertolt Brecht                             | Torsten Flinck    | Dramaten               |
| 2001 | Natalja               | En månad på landet Brian Friel                     | Jan Håkansson     | Stockholms stadsteater |
| 2002 | Karin                 | Tyst musik Lars Norén                              | Lennart Hjulström | Stockholms stadsteater |
| 2003 | Pam Lukowski          | Allt eller inget Terrence McNally och David Yazbek | Marianne Mörck    | Stockholms stadsteater |
| 2003 | Väverskan             | Mio, min Mio Astrid Lindgren                       | Stina Ancker      | Stockholms stadsteater |
| 2004 | Varja                 | Körsbärsträdgården Anton Tjechov                   | Lennart Hjulström | Stockholms stadsteater |
| 2004 | Fay                   | Järn Rona Munro                                    | Hedvig Claesson   | Stockholms stadsteater |
| 2005 | Helen mfl             | Flickan och skulden Jörgen Hjerdt                  | Åsa Kalmér        | Stockholms stadsteater |
| 2005 | Karin Månsdotter Agda | Erik XIV August Strindberg                         | Lennart Hjulström | Stockholms stadsteater |
| 2013 | Fru Sarti             | Galileis liv Bertolt Brecht                        | Lennart Hjulström | Stockholms stadsteater |

### Regi
| År   | Produktion                  | Upphovsmän                                  | Teater                          |
| ---- | --------------------------- | ------------------------------------------- | ------------------------------- |
| 2015 | Järnbörd                    | Magnus Dahlström                            | Strindbergs Intima Teater       |
| 2016 | Två punkt noll Two Point Oh | Jeffrey Jackson Översättning K.G. Johansson | Mojo Productions / Fotografiska |